# Unidades de Paisagem da Catalunha
Unidade de paisagem, segundo o Observatório de Paisagem da Catalunha, é uma porção do território com elementos caracterizadores em comum que a diferenciam de outras áreas do território. Estes elementos podem ser de natureza paisagística, ambiental, cultural, simbólica ou de outra natureza que a diferencie das demais áreas que constituem o território.
Os Catálogos de Paisagem da Catalunha têm definidas 134 Unidades de Paisagem em todo o território, abrangendo todos os tipos de paisagem, quer seja rural, urbana, industrial ou periurbana, como é definido pela Convenção Europeia da Paisagem.  

## Alt Pirineu i Aran
| Nome                                              | Características distintivas | Área / usos do solo                                            |
| ------------------------------------------------- | --- | -------------------------------------------------------------- |
| Altes Nogueres                                    | Altas montanhas de xisto com importantes complexos de lagoas. Aldeias compactas rodeadas de prados. Grande diversidade de habitats de espécies protegidas. | 70.613 ha 13% Carvalhais 0,3% agricultura 0,4% água            |
| Boumort – Collegats                               | Grande desfiladeiro do Noguera Pallaresa. Paisagens florestais combinados com paisagens rochosas e falésias. | 31 862 ha                                                      |
| Cadí                                              | Falésias de pedra calcária que mergulham para os estreitos vales. Grande assimetria entre sombra e ensolarado, a margem esquerda do vale do Segre, arborizada e com sombra, e o vale brilhante Josa. O túnel de Cadí atravessa as montanhas.                                    | 26 198 ha                                                      |
| Cims i Estanys d’Aigüestortes i Sant Maurici      | Paisagem de lagos glaciais e grande fundo cénico. Numerosos lagos e cachoeiras. As zonas baixas entrelaçam os cursos de água que conduzem aos Aigüestortes. Baixo grau de humanização, mas com impactos causados pelas infra-estruturas hidroeléctricas.                        | 35.233 ha 33% Carvalhais 2% água                               |
| Conca de Tremp                                    | Bacia dos vales dos Pirenéus cercada por pedra calcária. O Noguera Pallaresa tem sido por séculos, o caminho de passagem de materiais e pessoas nos Pirenéus. Paisagem mineral de grande interesse geológico e paleontológico.                                                  | 43 173 ha 63% vegetação 35% agricultura 1% edificação 2% água  |
| Congost del Segre                                 | Paisagem fechada por falésias e paredes calcárias, apenas se abre no reservatório de Oliana e nos vales acima, de Coll de Nargó e Organyà. Território histórico com o maior desfiladeiro dos Pirenéus catalães.                                                                 | 12 484 ha 87% vegetação 10% agrícola 0,2% edificação 2,6% água |
| Era Baisha Val d’Aran                             | Grande gradiente de altitude entre picos e fundos de vale estruturados por Garona. Paisagens agroflorestais rica e de clima atlântico. | 24.783 ha 94%Vegetação 6% Carvalhais 0,2% edificação           |
| Era Nauta Val d’Aran                              | Vales glaciais. Modelo de urbanização associado aos equipamentos de esqui e à centralidade da Viella, polaridade económica e de serviços. Pastagens extensivas encostas ensolaradas em contraste cromático com os bosques sombrios.                                             | 25.933 ha 11% Carvalhais 0,2% Edificação                       |
|                                                   | Região isolada das montanhas mediterrâneas. Aldeias dispersas, ravinas profundas, de caráter fronteiriço. | 21.957 ha 94% vegetação 6% agricultura                         |
| La Vansa                                          | Sopé isolado, de orografia quebrada. Calcário gigante entre a Port del Comte e Cadí. Falésias que mergulham no vale do Segre. | 25 368 ha                                                      |
| Massís de l’Orri – Valls de Castellbò i d’Aguilar | Altas e médias montanhas, com relevos e formas maciças, mas suaves e vales isolados e profundos. Povoamentos de épocas medievais entre pastagens antigas, com prados e terraços de cultivo cercados por muros de pedra.                                                         | 51 807 ha                                                      |
| Pastures de l’Alt Pirineu                         | Paisagem encaixada por Noguera Pallaresa e Noguera Ribagorçana. Montanhas Maselles, cobertos com pastos verdes no verão e neve no inverno. Os destaques incluem os românicos Vall de Boí e as transformações de Vall Fosca.                                                     | 50.221 ha 0,2% edificações                                     |
| Plana de l’Urgellet                               | Grande vale de paisagem de montanha seca, com paisagem urbana de Seu d'Urgell no meio. Sobrevivência do sector agrícola que mantém um equilíbrio entre as cidades, vilas e floresta nas encostas das montanhas.                                                                 | 15.178 ha 19% agricultura 2% edificações                       |
| Rodalia d’Oliana                                  | Paisagem mediterrânica continental atravessada pelo vale do Segre. Pomares e culturas de ambos os lados do rio combinado com vegetação ripícola e falésias calcarias que determinam o fim do desfiladeiro do Segre.                                                             | 11 017 ha                                                      |
| Sant Gervàs - Montcortès                          | Populações imergidas em vales escondidos no sopé mais suave dos Pirenéus. Planaltos cultivados e paisagens hidrelétricas | 33 965 ha                                                      |
| Solana del Baridà                                 | Paisagens de Alts Pirineus misturada com Pré-pirenéus calcários e a paisagem cerdà. Os planaltos preservam antigas e extensas paisagens de cultivo. Aldeias de arquitectura tradicional em pedra e ardósia situadas numa posição de vigia sobre Cadí e da planície de Urgellet. | 18 995 ha                                                      |
| Vall Cerdana                                      | Estrutura reticular das paisagens agrícolas da planície atravessada pelo rio Segre. Povoamentos distribuídos ao redor da planície, com Puigcerdà posição estratégica. | 32 164 ha                                                      |
| Vall d’Àneu                                       | Altos vales de origem glacial com uma paisagem de mistura de culturas, povos e margens ribeirinhas. Rede de aldeias no fundo do vale, nas encostas ou nos vales laterais. | 20.794 ha 94% vegetação 4% agricultura                         |

## Camp de Tarragona
| Nome                              | Características distintivas | Área / usos do solo                                                  |
| --------------------------------- | --- | -------------------------------------------------------------------- |
| Alt Gaià                          | Caráter montanhoso, com altitudes em torno de . Predominantemente, calcária, revestida com pinheiro branco e vegetação arbustiva. O rio Gaià atravessa a unidade de norte a sul.                                                                                        | 20.021 ha 83% Vegetação 13% agricultura 4% edificação                |
| Baix Gaià                         | Relevo de serras ondulantes e colinas de baixa altitude. Pinhais e grandes urbanizações no setor ocidental e agricultura no sector norte e leste. Áreas naturais na faixa costeira submetido ao crescimento urbano.                                                     | 12 816 ha 30% vegetação 46% agricultura 23% edificação 1% água       |
| Baix Priorat                      | Relevo plano, suavemente ondulado. Granito e ardósia na fossa de Falset-Marçà, e pedra calcária e materiais sedimentares nas planícies e nas montanhas. Paisagem agrícola que consiste em matrizes de vinhas, oliveiras, amendoeiras e aveleiras. Vegetação espontânea. | 13 728 ha 45% vegetação 52% agricultura 1% edificação 1% água        |
| Baixa Segarra                     | Relevo moldado pelo curso alto dos rios Corb e Gaià com uma altitude média de cerca de . Predominância de culturas herbaceas de sequeiro. Alguns pinhais de pinheiro branco. Papel muito relevante do gado.                                                             | 17.125 ha 33% vegetação 66% agricultura 1% edificação                |
| Camps de Santes Creus             | Pequenas planícies e terraços fluviais ao longo do rio Gaià estruturado com vegetação ribeirinha. Cultivo de vinha e de pinhais de pinho branco e vegetação mediterrânea. O mosteiro de Santes Creus é um elemento importante.                                          | 4.597 ha 21% vegetação 75% agricultura 4% edificação                 |
| Camps del Francolí                | Planície agrícola diversificada e heterogênea dominado por culturas lenhosas de regadio. Contraste entre as atividades industriais de complexos petroquímicos. | 9.907 ha 6% vegetação 86% agricultura 8% edificação                  |
| Conca d’Alforja - Vilaplana       | Depressão abertas com maciços florestais nas encostas das montanhas que rodeiam. Cultivo de oliveiras e aveleiras. Vilas de carácter rural e residencial na proximidade do Reus.                                                                                        | 8.898 ha 46% vegetação 52% agricultura 2% edificação                 |
| Conca de Poblet                   | Bacia erosão dos rios Francolí e Anguera. Os materiais predominantes são margas, arenitos e folhelhos. Predominantemente paisagem agrícola, especialmente vinícola. | 24.843 ha 25% vegetação 71% agricultura 4% edificação                |
| El Montmell                       | Montanhas e colinas com paisagem íngreme e áspera e seca. Miradouro sobre a planície do Baix Penedès. Pinhais, manchas de azinheira e carvalho de folha pequena, e vinha. Restos de património abandonado. Grandes propriedades espalhadas.                             | 13.155 ha 86% vegetação 11% agricultura 3% edificação                |
| Escornalbou - Puigcerver          | Vales estreitos separados por montanhas e colinas de declives suaves. Aldeias agrícolas nas bordas das ribeiras Riudecanyes e Riudecols. Culturas de sequeiro. Pinhal, matagal e urze.                                                                                  | 8 041 ha 78% Vegetação 20% agricultura 1% edificação 0,3% água       |
| Garraf                            | Montanhas baixas do Mediterrâneo, perto do mar, onde coexiste uma combinação de urbanização e pinhal. A vegetação parece bastante degradada. | 2.153 ha 58% vegetação 12% agricultura 30% edificação                |
| La Mussara                        | Floresta montanhosa acidentada de mais de e algumas planícies de sequeiro. Pinhal de pinheiro branco, vermelho e austríaco, carvalhal. | 16 354 ha 93,7% vegetação 5,5% agricultura 0,4% edificação 0,4% água |
| Litoral del camp                  | Faixa de costa baixa densamente urbanizada na primeira linha e com área agrícola interior com culturas lenhosas. | 4 507 ha 19% vegetação 43% agricultura 38% edificação 2% água        |
| Litoral del Penedès               | Faixa de costa baixa densamente urbanizada. Área cultivo pequena e fragmentada. | 2 823 ha 22% vegetação 18% agricultura 59% edificação 2% águas       |
| Massís de Bonastre                | Montanhas baixas entre as planícies agrícolas de vinhas, oliveiras, amendoeiras e aveleiras. Áreas agrícolas nas colinas e montanhas, colonizadas pela vegetação. | 13 581 ha 68% vegetação 27% agricultura 4% edificação 1% água        |
| Montsant                          | Serra com penhascos grandes, cavernas e monólitos. Ravinas profundas que destacam o desfiladeiro de Fraguerau. Espaço agrícola nas imediações das aldeias. Vestígios de intensa atividade agropecuária no passado.                                                      | 13 328 ha 90% Vegetação 9,6% agricultura 0,2% edificação 0,2% água   |
| Muntanyes de Prades               | Maciços montanhosos com até de altura. Predomínio de materiais silícios: granitos do Paleozóico e ardósias. Cobertura vegetal mediterrânea com uma grande variedade de florestas.                                                                                       | 14.297 ha 93% vegetação 6% agricultura 1% edificação                 |
| Plana de l’Alt Camp               | Planície agrícola fechada por um anfiteatro de montanhas. Culturas de cereais e vinhas. Parques industriais em Valls e Pla de Santa Maria. | 9.907 ha 19% vegetação 75% agricultura 6% edificação                 |
| Plana de l’Hospitalet de l’Infant | Planície costeira com pinhais e campos de prados de sequeiro. Conjuntos habitacionais na faixa costeira. Costa com praias arenosas. Pequeno delta na foz do rio Llastres.                                                                                               | 6 641 ha 43% vegetação 29% agricultura 27% edificação                |
| Plana del Baix Camp               | Planície agrícola com uma rede de linhas de água paralelas. Culturas de lenhosas que alternam com culturas de frutas e legumes de regadio. Localidades rurais com crescimento residencial, industrial e comercial.                                                      | 12.688 ha 8% vegetação 87% agricultura 5% edificação                 |
| Plana del Baix Penedès            | Planície agrícola com pequenos declives e montes de encostas suaves. Predominância de vinhas com culturas arvenses, no sul. O principal curso de água é a ribeira de estradas.                                                                                          | 9.878 ha 16% vegetação 66% agricultura 18% edificação                |
| Priorat històric                  | Relevo acidentado, montanhas baixas e colinas inclinação acentuada. Predominância de vinhas com edifícios vinícolas. Vegetação mediterrânica escassa. Núcleos rurais e compactos.                                                                                       | 2.519 ha 81% vegetação 18,5% agricultura 0,5% edificação             |
| Reus - Tarragona                  | Grande área urbanizada com uma densa rede estradas. Indústrias petroquímicas. Paisagem suburbana entre Reus e Tarragona. | 9 672 ha 14% vegetação 37% agricultura 48% edificação 1% água        |
| Serra de Llaberia                 | Montanhas mediterrâneas íngremes com quase de altitude. Massas calcárias cercada por falésias. Pinhais com moitas de alecrim e ervas daninha. Área pouco povoada com áreas agrícolas em pequenos vales e planaltos interiores.                                          | 13 579 ha 90% vegetação 9% agricultura 0,8% edificação 0,2% água     |
| Valle del Silenci                 | Vales de Ulldemolins e Cornudella de Montsant escavados com materiais do Eoceno. Vegetação mediterrânia, e planaltos ensolarados. Culturas no fundo dos vales. | 4 630 ha 68% vegetação 31% agricultura 1% edificação                 |

## Comarques Centrals
| Nome                          | Características distintivas | Área / usos do solo |
| ----------------------------- | --- | ------------------- |
| Cabrerès - Puigsacalm         | Planalto limitado por penhascos. Vegetação densa e exuberante, mosaico de culturas herbáceas, pastagens e florestas. |                     |
| Capçaleres del Llobregat      | Paisagem da montanha alpina com dobras fortes que dão um ar acidentado e íngreme. As cidades são pequenas, mas bem distribuídas em todo o território. |                     |
| Conca d’Òdena                 | Área escavada pelo rio Anoia e seus afluentes, rodeado por várias colinas e montanhas de altura moderada. Destacam-se algumas culturas de sequeiro, a cidade de Igualada, com muitas fábricas antigas, espaços industriais e de serviços mais recentes.                                                                                   |                     |
| Conca salina                  | Paisagem montanhosa, vales serrilhados e de baixa altitude; em alguns pontos se destacam as minas salinas, testemunhas da extração de sódio e potássio. |                     |
| Lluçanès                      | Paisagens abertas, suavemente onduladas e parcialmente cobertas por uma vegetação ripícola exuberante ao longo de várias linhas de água que os atravessam. Forma um mosaico de campos e florestas que abrigam pequenas aldeias bem distribuídas.                                                                                          |                     |
| El Moianès                    | Planalto com pequenas aldeias e quintas isoladas, dominadas pelo cultivo de cereais com bosques húmidos de azinheiras e pinheiros na periferia. |                     |
| Montserrat                    | Montanha emblemática de conglomerados bem consolidados e um relevo característico com inúmeras falésias e cumes redondos. A vegetação com carvalho de montanha e canais obscuros na parte inferior e mais exposta. |                     |
| Rubió – Castelltallat – Pinós | Sucessão de diferentes montanhas com orientação paralela de leste a oeste, que incluem mosaico de florestas e campos, e a presença de algumas aldeias, fazendas isoladas e torres de guarda. |                     |
| Pla de Bages                  | Relevo plano, algumas colinas e a passagem de Cardener e Llobregat, que deu origem a uma importante indústria. Tradicionalmente, a agricultura de sequeiro e regadio como principal ocupação da área, mas foi dando lugar ao crescimento de áreas residenciais, infra-estrutura e áreas industriais ao redor Manresa, e cidades vizinhas. |                     |
| Plana de Vic                  | Áreas planas intensamente cultivadas e densamente povoadas, onde coexistem com áreas industriais, campos de cultivo, e quintas. O rio Ter atravessa grande parte da planície e tem facilitado o desenvolvimento industrial nas aldeias costeiras.                                                                                         |                     |
| Replans del Berguedà          | O rio Llobregat atravessa a unidade de norte a sul e recebe a população com um passado industrial recente. As partes mais distantes do rio, com montanhas cobertas de florestas, ribeiras e planaltos cultivadas são escassamente povoadas e a sua economia concentra-se na actividade agrícola.                                          |                     |
| Replans del Solsonès          | Sopés montanhosos dos Pirenéus, cobertos com florestas, formados por uma sucessão de colinas e de áreas com vocação agrícola e florestal, atravessado pelo rio Cardener. Com exceção da cidade de Solsona os povoamentos são espalhados e com pouca organização.                                                                          |                     |
| Ribera Salada                 | Área montanhosa com os vales do rio Salada e seus afluentes. Domina a floresta e os campos de cultivo. Não são muitas as cidades: as populações são bem dispersas em forma de grandes quintas. |                     |
| Serres d’Ancosa               | Montanhas de cumes planos e depressões. Eles enfatizam os alinhamentos de pedra calcária fortemente dobrada e povoada por pinheiros, depressões de argila dedicada ao cereal, onde a se localizam a maioria das quintas e aldeias. |                     |
| Valls de Lord                 | Área íngreme e acidentada, dominando uma paisagem de altas montanhas no norte, com uma vegetação muito densa e alguns prados. A sul, alguns planaltos e serras formam uma paisagem montanhosa. |                     |
| Valls de l’Anoia              | Paisagem agroflorestal, muito ondulada e marcada pela passagem de Anoia e Riudebitlles. Cultivo de vinhas, cereais e algumas frutas de sequeiro. Indústrias e fábricas em terraços fluviais e grandes campos com adegas champanhe completam esta paisagem.                                                                                |                     |

## Comarques Gironines
| Nome                  | Características distintivas | Área / usos do solo                                            |
| --------------------- | --- | -------------------------------------------------------------- |
| Alta Garrotxa         | Montanhas calcárias formada por falésias, sucessão de montanhas íngremes e acidentadas. Desfiladeiros, vales e cachoeiras de Llierca e Muga. Variedade de ambientes florestais. Capelas, igrejas pequenas e pequenas aldeias dispersas.                                            | 38 745 ha 95,5% vegetação 4,3% agricultura 0,2% edificação     |
| Ardenya - Cadiretes   | Costa alta com altas falésias articulado com pequenas enseadas, muito urbanizadas. Vegetação muito compacta e densa, as florestas de sobreiros, azinheira e pinheiros. Resorts na costa e urbanização da paisagem florestal.                                                       | 22 501 ha 83% vegetação 4% agricultura 13% edificação          |
| Els Aspres            | Montanhas baixas, levemente onduladas. Floresta característica de sobreiros, regiões vinícolas. Pequenas aldeias de origem medievais. | 18.392 ha 83% vegetação 4% agricultura 13% edificação          |
| Alt Ter               | Serras médias e vales paralelos e articulados pelo rio Ter e Freser, com colónias industriais. Bosques caducifólios e pinhais de montanha. | 41 887 ha 95% vegetação 4% agricultura 1% edificação           |
| Cap de Creus          | Costa rochosa com altas falésias, enseadas e pequenas baías. Montanhas mediterrâneas de pouca altura. Grandes áreas de matagal, vinhas e olivais. | 19 086 ha 93% vegetação 3% agricultura 4% edificação           |
| Costa Brava           | Montanhas alternadas por vales e planícies. Costa escarpada e rochosa, com falésias, que se abre em enseadas e baías. Cobertura florestal densa, de pinheiros, carvalhos e sobreiros. Grande desenvolvimento do turismo.                                                           | 11 799 ha 40% vegetação 32% agricultura 27% edificação 1% água |
| Empordanet – Baix Ter | Paisagem mediterrânea de montanhas baixas de pedra calcária com matagal e arvoredos. planície aluvial do curso inferior do rio Ter. Costa com dunas, lagoas e pântanos. Paisagem agrícola rica e diversificada.                                                                    | 23 127 ha 28% vegetação 66% agricultura 5% edificação 1% água  |
| Estany de Banyoles    | Paisagem de lagoas, urbana e agroflorestal histórica, articulado por casas, bairros e pequenas propriedades rurais e quintas de agro-pecuária. | 11 015 ha 29% vegetação 61% agricultura 9% edificação 1% água  |
| Garrotxa d’Empordà    | Montanha baixa de transição com alternância entre colinas e vales. Coberto florestal predominante a oeste. Solo agrícola nas planícies do rio Manol. Trama urbana de origem medieval.                                                                                              | 20 785 ha 72% vegetação 27% agricultura 1% edificação          |
| Las Gavarres          | Montanhas baixas mediterrânicas dominadas por montado de sobro, carvalhos e pinheiros, com matagal. Áreas agrícolas nos terraços aluviais do Ter. Localidades situadas em áreas periféricas.                                                                                       | 39.159 ha 86% vegetação 12% agricultura 2% edificação          |
| Les Guilleries        | Montanhas baixas e médias de materiais de granito. Predominância do coberto florestal. Plantação de espécies florestais com fins industriais. Grande reservatórios de Sau, Susqueda e Pasteral.                                                                                    | 39 634 ha 93%vegetação 4% agricultura 2% edificação 1% água    |
| Pla de Girona         | Mosaico agroflorestal das culturas arvenses e manchas de floresta mista. Paisagem condicionada pela área urbana de Girona, com grandes infra-estruturas de transportes e comunicações, diversas paisagens suburbanas.                                                              | 10.975 ha 32% vegetação 45% agricultura 23% edificação         |
| Plana de l’Empordà    | Planície agrícola aberta para o mar e rodeada por um anfiteatro de montanhas. Sedimentos aluviais dos rios Muga e Fluvià. Zona húmida de pantanal com importância internacional. Desenvolvimento urbano no eixo Figueres-Roses.                                                    | 41 510 ha 11% vegetação 80% agricultura 9% edificação 1% água  |
| Plan de               | Planície suavemente ondulada entre as montanhas, com uma paisagem agroflorestal e manchas de florestas. Vestígios da actividade vulcânica. Áreas de zonas húmidas e planícies de inundação. Áreas industriais e de serviços ligados ao aeroporto e do corredor de infra-estrutura. | 35.283 ha 45% vegetação 47% agricultura 8% edificação          |
| Rocacorba             | Montanhas com cobertura florestal e falésias cénicas. Vale do Llémena e planícies de Canet d'Adri com paisagens rurais quase intocadas. Montanhas vulcânicas em destaque. | 27.267 ha 84% vegetação 15% agricultura 1% edificação          |
| Salines – l’Albera    | Belas montanhas de Alt Empordà. Rede hidrográfica composta de muitos rios, ribeiras e linhas de água. Bosques caducifólios de carvalhos, bosques e prados de pastorícia. | 17.579 ha 97% vegetação 2% agricultura 1% edificação           |
| Terraprims            | Terreno ondulado cortado por rios e riachos. Mosaicos agroflorestais de campos de cereais, de pinhais e de carvalhais. Planície fluvial do Ter com culturas de regadio. População dispersa.                                                                                        | 29 501 ha 45% vegetação 51% agricultura 3% edificação 1% água  |
| Vall de Camprodon     | Alta montanha com modelação glaciar e florestas de pinheiros e prados alpinos. Os rios Ter e Ritort articulados com as estradas. | 19.118 ha 98% vegetação 1% agricultura 1% edificação           |
| Valls d’Olot          | Montanhas articuladas com os rios Fluvià e Ser. Morfologias produzidas por vulcanismo Quaternário. Matriz composta por áreas de cultivo, pastagens, florestas, quintas e pequenos núcleos.                                                                                         | 40.935 ha 75% vegetação 22% agricultura 3% edificação          |
| Valls del Freser      | Pirenéus articulados pelo rio Freser. Prados alpinos e matriz de floresta caducifólia e prados do fundo do vale. Cidades pequenas. | 21.834 ha 98,3% vegetação 1,3% agricultura 0,4% edificação     |

## Regió Metropolitana de Barcelona
| Nome                                      | Características distintivas | Área / usos do solo |
| ----------------------------------------- | --- | ------------------- |
| Alt Maresme                               | Paisagem do litoral com alguns penhascos de granito e uma estreita planície costeira, ocupados por resorts turísticos e infra-estrutura. A actividade agrícola atualmente residual caracterizada por estufas de morangos nas encostas, entre uma área florestal vigorosa.                                     |                     |
| Baix Maresme                              | Planície costeira e vale ensolarado de montanhas costeiras. Uma contínua faixa urbana que segue o litoral e vales de rios que ligam os núcleos do mar e as montanhas. Nas partes mais baixas continua a ser a agricultura de estufa, enquanto as encostas e as partes superiores são de pinhal, mato e vinha. |                     |
| Baix Montseny                             | Faixa de inclinação moderada, principalmente arborizado, exceto os principais fundos de vale, onde as culturas arvenses e de choupo alternam com faixas urbanas e industriais. |                     |
| Baixa Tordera                             | Planície aluviar explorada para agricultura de regadio, para a plantação de choupos, bem como diversas indústrias. A unidade é atravessada por numerosas infraestruturas. |                     |
| Cingles de Bertí i Gallifa                | Falésias calcárias, intercaladas com barro vermelho. Áreas de rocha nua para as áreas muito florestada, principalmente pinheiros. No sopé das falésias existem inúmeros desenvolvimentos urbanos. |                     |
| Collserola                                | Montanha metropolitana isolada e cercada por tecido urbano e industrial. Vegetação mato e pinhal ao sol e carvalhais à sombra. |                     |
| Delta del Llobregat                       | Planície com valor nas áreas agrícolas de regadio, apesar da pressão das infra-estruturas, parques industriais e áreas urbanas. No litoral existem lacunas e zonas húmidas importantes, antes abundantes. |                     |
| Garraf                                    | Falésias calcárias com ravinas ou vales rebaixados e algumas planícies de argila. Vegetação de mata litoral, arbustos e palmeira anã, juntamente com florestas de pinheiros. Várias áreas residenciais e cidades na zona fronteiriça.                                                                         |                     |
| Montseny                                  | Maciço dominante na cordilheira costeira. Relevo íngreme e verdejante, com vegetação de zonas de montanha mediterrânea húmida e da Europa central. |                     |
| Muntanyes d’Ordal                         | Paisagem montanhosa povoada por pinheiros e carvalhos, atravessada por afluentes do rio Llobregat, com penhascos e planaltos. Vários conjuntos habitacionais pontilham a paisagem. |                     |
| Pla de Barcelona                          | Paisagem urbana continua que inclui terras planas de aluvião de Llobregat e Besòs com colinas e terrenos irregulares junto ao sopé das montanhas costeiras. |                     |
| Pla de Montserrat                         | Planície entre as montanhas do litoral e costeiras, percorridas pelos rios Llobregat e Magarola. A paisagem é dominada por grandes áreas industriais, urbanas e residenciais. |                     |
| Plana del Garraf                          | Planície costeira extensa rodeada por relevos de pedra calcária. A frente costeira preenchida por cidades, falésias e praias e o interior ocupado por vinhas e campos de cultivo de frutas secas que deram lugar à urbanização intensa.                                                                       |                     |
| Plana del Penedès                         | Paisagem aberta de planície agrícola, levemente ondulada, dominada pela agricultura de vinha em pequenas parcelas, com colinas e riachos suaves intercalados. Grandes infra-estruturas de comunicação crescem na parte mais plana.                                                                            |                     |
| Plana del Vallès                          | Planícies ondulantes em pequenos cumes e vales construídos em faixas, seguindo os vales do rio e as principais vias de comunicação. Grandes áreas industriais nas partes mais planas e florestais remanescentes.                                                                                              |                     |
| Sant Llorenç del Munt, l’Obac i el Cairat | Paisagem acidentada de rochas de conglomerados avermelhadas, que é uma característica dos picos arredondados. Domina a floresta. |                     |
| Serra de Marina                           | Cordilheira costeira contínua que separa a planície interior da costa. Rocha arredondada, principalmente de granito, vegetação de pinheiros. |                     |
| Vall baixa del Llobregat                  | Várzeas e baixos terraços do rio Llobregat. O vale foi ocupado por um corredor de infra-estrutura, várias zonas industriais e centros urbanos. A presença de culturas hortícolas e árvores de fruto, outrora abundante, foram reduzidas em ambos os lados do rio.                                             |                     |
| Xaragalls del Vallès                      | Ravinas profundas alternadas com sulcos que suportam estradas e numerosas áreas residenciais. A actividade agrícola está confinada às cavidades e vegetação natural, muito alterada, consiste principalmente de pinheiro e matagal.                                                                           |                     |

## Terres de l’Ebre
| Nome                                  | Características distintivas | Área / usos do solo                                            |
| ------------------------------------- | --- | -------------------------------------------------------------- |
| Altiplà de                            | Planalto com suaves ondulações. Dominam os espaços agroflorestal especialmente vinha com setores de amendoeiras e oliveiras.                                                                                                   | 29 683 ha 36% vegetação 62% agricultura 2% edificação          |
| Barrufemes                            | Zona estreita do rio Ebro com algumas culturas de regadio e de sequeiro como a vinha e oliveira. Pinhais e alecrim. Formações de pedra calcária no rio Canaletes.                                                              | 11 459 ha 67% vegetação 27% agricultura 2% edificação 3% água  |
| Burgans ou Plana del Burgar           | Fossa tectônica com uma matriz de culturas e sistemas agroflorestais. Pequenas parcelas agrícolas estruturadas com muros de pedra seca, quintas e casas espalhadas                                                             | 8 159 ha 48% vegetação 48% agricultura 2% edificação 2% água   |
| Costers de l’Ebre                     | Clima mediterrâneo quase árido. Terra da floresta com algumas culturas de sequeiro no fundo dos vales e de regadio nos terraços fluviais.                                                                                      | 60 160 ha 61% vegetação 34% agricultura 2% edificação 2% água  |
| Cubeta de Móra                        | Área de culturas agrícolas com predominância de regadio de fruta doce. Populações espalhadas perto do rio Ebro, património das antigas rodas hidráulicas e áreas urbanas compactas.                                            | 6 840 ha 22% vegetação 64% agricultura 6% edificação 5% água   |
| Delta de l’Ebre                       | Grande parte das áreas naturais protegidas. Caráter agrícola com cultivo de arroz e edifícios dispersos. | 30 802 ha 44% vegetação 47% agricultura 6% edificação          |
| Litoral del baix Ebre                 | Faixa de costa estreita e larga alternando com pequenas falésias, praias rochosas e estâncias turísticas. Colinas arborizadas Interior, oliveiras, ravinas. Peças transformadas por urbanizações e infra-estrutura.            | 18 963 ha 26% vegetação 65% agricultura 7% edificação 1% água  |
| Los Ports                             | Maciço de materiais calcário com relevo muito abrupto. Fundo cénico visível Terres de l'Ebre. Encosta oriental muito íngreme com muitos penhascos. Encosta ocidental com abundante vegetação, rios e desfiladeiros profundos.  | 40 229 ha 91% vegetação 7% agricultura 1% edificação 1% água   |
| Muntanyes de Tivissa- Vandellòs       | Montanhas mediterrâneas com cerca de . Vegetação com ervas daninha e carvalhais. O rio Llastres, estrutura o setor norte, e uma rede de ravinas a sul. Cidades pequenas.                                                       | 20 311 ha 89% vegetação 7% agricultura 2% edificação 1% água   |
| Paisatge fluvial de l’Ebre            | Terraços fluviais do rio Ebre, canais de irrigação e zonas húmidas. Paisagem agrícola e paisagem transformada em terrenos urbanos e infra-estrutura. Património cultural ligado à água.                                        | 12 318 ha 49% vegetação 44% agricultura 3% edificação 2% água  |
| Plana del Baix Ebre – Montsià         | Planície, com declives suaves. Paisagem rural de sequeiro com predominância da oliveira. Importante património construído, torres de defesa e construções rurais de pedra seca.                                                | 36 626 ha 10% vegetação 82% agricultura 4% edificação 1% água  |
| Riberes de l’Algars                   | Ravinas e vales que descem das montanhas para o rio Algars. A sul os Plans d'Horta com a agricultura de sequeiro. Paisagem agroflorestal com o cultivo tradicional de cereais, vinhas e oliveiras.                             | 14 173 ha 53% vegetação 44% agricultura 2% edificação 1% águas |
| Serra del Tormo                       | Montanha mediterrânea baixa com penhascos íngreme e vista sobre a serra da Figuera. Rede escassa de ravinas e riachos, rio Ebre cruza o Pas de l'Ase                                                                           | 13 436 ha 81% vegetação 15% agricultura 1% edificação 3% água  |
| Serres de Cardó – El Boix             | Relevo bastante íngreme e altitudes moderadas com numerosos penhascos e desfiladeiros profundos. Exposição visual de alta a partir de muitas cidades e infra-estruturas viárias. Terras agrícolas limitada aos pequenos vales. | 14 139 ha 83% vegetação 15% agricultura 1% edificação 1% água  |
| Serres de Montsià- Godall             | Duas cadeias montanhosas paralela à costa, com uma fossa tectônica que as separa, com importantes vias. Faixa estreita de costa com sectores do turismo e da construção. Interior agrícola de oliveiras e cereais.             | 18 488 ha 44% vegetação 47% agricultura 6% edificação          |
| Serres de Pàndols – Cavalls           | Relevo íngreme e altitudes moderadas com morfologias únicas. Predominância de paisagem florestal e matas arbustivas. | 8 673 ha 53% vegetação 44% agricultura 2% edificação 1% água   |
| Vassantes de Tivenys – Coll de l’Alba | Encostas suaves estruturados por pequenas ravinas que são encaminhadas ao rio Ebro. Paisagem rural de olivais, pinheiros e mato. Paisagem semi-urbana na vizinhança de Tortosa.                                                | 6 314 ha 33% vegetação 58% agricultura 6% edificação 1% água   |

## Terres de Lleida
| Nome                                   | Características distintivas | Área / usos do solo                                             |
| -------------------------------------- | --- | --------------------------------------------------------------- |
| Alt Sió                                | Planícies ligeiramente onduladas, com mais altitude e vegetação a nascente e cultivo de regadio a poente. Moinhos hidráulicos de origem medieval. População rural e dispersa, com Agramunt e Guissona de origem nos castelos.                                                              | 30 525 ha 6% vegetação 91% agricultura 2% edificação            |
| Aspres del Montsec ou de               | Serras marginais que combinam rochas e reservatórios de água do Segre e Noguera Pallaresa e Noguera Ribagorçana. O Segre forma um vale encaixado e nas margens podemos encontrar os assentamentos humanos.                                                                                 | 53 335 ha 83% vegetação 14% agricultura 0,3% edificação 3% água |
| Baix Segrià                            | Relevo suave e ondulado, com colinas e uma matriz de parcelas agrícolas actualmente de regadio. Assentamentos rurais concentrados na fronteira oriental, perto de Segre. | 4 786 ha 24% vegetação 70% agricultura 6% edificação            |
| Baix Siò                               | Vale isolado no trecho final do rio de Sió desde Agramenunt até Segre. Culturas arvenses de regadio e parcelas de sequeiro com terraço e ligeiras inclinações das colinas. Assentamentos rurais alinhados ao longo do rio.                                                                 | 7 889 ha 12% vegetação 87% agricultura 1% edificação            |
| Costers de Segarra                     | Lado ocidental do planalto da Segarra. Culturas arvenses de sequeiro. Povoações dispersas em muitas aldeias. Castelos em colinas. É atravessada por um corredor de infra-estrutura e de comunicações.                                                                                      | 30 007 ha 14% vegetação 83% agricultura 4% edificação           |
| Garrigues Altes                        | Cumes alongados com vales estreitos. Culturas de frutas secas e pinhal. Construções de pedra seca em áreas de pendente. | 64 231 ha 29% vegetação 71% agricultura 0,4% edificação         |
| Garrigues baixes e Vall del Corb       | Relevos quebrados em uma sucessão de vales e colinas alongadas. Terraços agrícolas e muros de pedra seca, cabanas abobadadas e casas. Abundância de pedreiras. População rural escassa. | 40 132 ha 25% vegetação 73% agricultura 3% edificação           |
| Horta de Pinyana                       | Relevos suaves que ligam a plataforma de Almenar-Alguaire com Segre e Noguera Ribagorçana. Predominância de culturas de fruta doce com culturas herbáceas extensa. O sistema urbano de Lleida altera a unidade, com povoamentos mais dispersos e rurais ao norte.                          | 17 643 ha 5% vegetação 83% agricultura 11% edificação           |
| Mig Segre                              | Agricultura tradicional de sequeiro com alguns lotes de regadio. Vilas mercantes entre a planície e a montanha. | 14 006 ha 45% vegetação 50% agricultura 1% edificação 4% água   |
| Montsec                                | Desfiladeiros de Noguera Pallaresa e Noguera Ribagorçana. Culturas no vale do Ager no Conga de Meià. População rural e escassa. | 41 638 ha 82% vegetação 17% agricultura 0,1% edificação 1% água |
| Paisatge fluvial del Segre             | Terraços baixos das margens do Segre e Noguera Ribagorçana até a confluência com o rio Ebro. Pequenas parcelas de hortas centenárias. População concentrada nas cidades e espalhada no campo.                                                                                              | 18 602 ha 12% vegetação 78% agricultura 6% edificação 3% água   |
| Plana d’Algerri - Balaguer             | Terreno plano entre os rios Segre e Noguera Ribagorçana. Terras agrícolas com a recente transformação em agricultura de regadio com culturas arvenses extensas. | 18 181 ha 13% vegetação 85% agricultura 2% edificação           |
| Plana d’Almenar e Alguaire             | Ampla plataforma horizontal com declives mais ou menos acentuados. Dominado por campos de cereais e sem infra-estrutura de destaque. | 5 717 ha 7% vegetação 91% agricultura 2% edificação             |
| Plana d’Urgell                         | Culturas de regadio em grande escala, mudaram a cultura de cereais em hortas e pomares. Populações mais destacadas junto às principais estradas e as restantes ligadas às actividades agrícolas e pecuárias                                                                                | 76 432 ha 3% vegetação 94% agricultura 4% edificação            |
| Regadius del canal d’Aragó e Catalunya | Planície a oeste de Lleida regada por vários canais. Prevalência de grandes parcelas agrícolas. Vinho de Raimat como atração turística. | 33 636 ha 7% vegetação 91% agricultura 2% edificação            |
| Secants d’Utxesa                       | Paisagem de transição entre o rio e os interiores continentais e a plataforma elevada de Garrigues. Terraços na margem do rio Segre com zonas húmidas e campos agrícolas de regadio, paisagem de culturas de cereais na zona norte, e pomares de sequeiro em pequenos vales no sector sul. | 19 710 ha 9% vegetação 88% agricultura 2% edificação 1% água    |
| Secans de Belianes e d’Ondara          | Relevos suaves formados por amplos vales de fundo plano e colinas e planaltos de altura modesta. Campos agrícolas paralelos, alongados e estreitos. Atividades extrativas de cascalho e seixos do rio Corb.                                                                                | 21 601 ha 2% vegetação 95% agricultura 4% edificação            |
| Serrats de Sanaüja e Llanera           | Montanhas baixas com alturas entre 500 e , montanhas ondulante de dominância florestal. População dispersa, um grande número de castelos e torres de observação. | 15 547 ha 64% vegetação 36% agricultura 0% edificação           |
| Serres de Bellmunt e Almenara          | Parcelas agrícolas paralelas ao afloramento de gesso. Pequenos bosques alternam com campos de cereais. População escassa, sem rios e escassas vias. Prevalência explorações agrícolas. | 6 410 ha 10% vegetação 89% agricultura 1% edificação            |
| Vall de Rialb                          | Paisagem florestal. Profundamente deserta. Floresta apenas transformada pelo recente reservatório de Rialb. | 23 467 ha 84% vegetação 16% agricultura 0% edificação 0,2% água |
| Vall del Llobregòs                     | Vale do rio Llobregós e relevos suaves entre Siò e Segre com uma estrutura longitudinal de materiais. Ocupação densa por culturas de sequeiro. População rural dispersa. | 28 870 ha 31% vegetação 68% agricultura 1% edificação           |

1. ↑  Catalunya, Observatori del Paisatge de. «Catàlegs de paisatge | Observatori del Paisatge». www.catpaisatge.net (em catalão). Consultado em 2 de fevereiro de 2017
2. ↑  «DGTerritório - Convenção Europeia da Paisagem». www.dgterritorio.pt. Consultado em 2 de fevereiro de 2017